# Вулиця Петра Радченка
Ву́лиця Петра́ Ра́дченка — вулиця в Солом'янському районі Києва, місцевість Олександрівська слобідка. Пролягає від Дачної вулиці, що прилягає до вулиці у нижній частині, утворюючи хорду до кінця забудови (поблизу Совських ставків; має виїзд до безіменного проїзду, що прямує до вулиці Кадетський гай).

## Історія
Виникла у 1950-ті роки  під назвою Нова. Сучасна назва — з 1957 року, на честь українського письменника Петра Радченка.